# Swan & Edgar

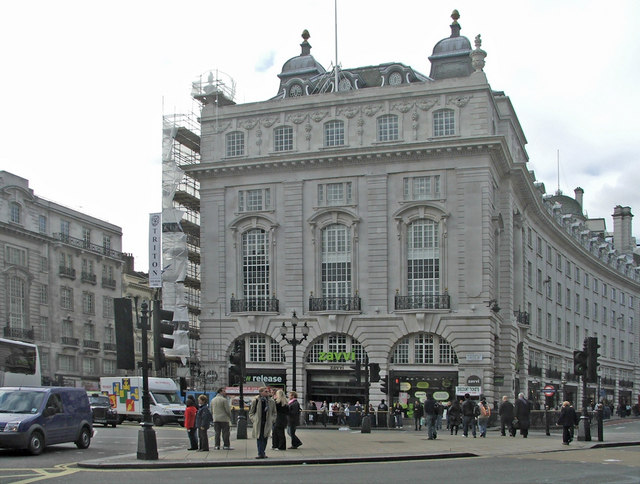
Swan & Edgar Ltd-gebouw, Piccadilly Circus

Swan & Edgar Ltd.  is een voormalig warenhuis aan Piccadilly Circus aan de westkant tussen Piccadilly en Regent Street. Het bedrijf werd opgericht in het begin van de 19e eeuw en sloot zijn deuren in 1982.

## Geschiedenis
William Edgar had een fourniturenkraam op St James Market, voordat hij George Swan ontmoette. Samen openden ze een winkel aan Ludgate Hill, die Swan had geëxploiteerd. In 1812 verhuisden ze naar 20 Piccadilly. 
Toen hun voormalige locatie gesloopt zou worden om plaats te maken voor Piccadilly Circus verhuisden ze naar 49 Regent Street, waar voordien de koetskantoren van Western Mail en Bull & Mouth waren gevestigd. Swan stierf in 1821, maar Edgar bleef de naam gebruiken. In 1848 was de winkel  uitgebreid tot 45-51 en nam de hele hoek van Piccadilly Circus in.
In 1886 werden de bestaande bedrijven van de heren Swan en Edgar en de heren Halling, Pearce en Stone opgaan in een nieuw bedrijf onder de naam Waterloo House and Swan and Edgar (Limited).  De bestuurders van het nieuwe bedrijf werden John Swayne Pearce Esq (voorzitter), Edward G. Stone Esq en Lewis Edgar Esq en twee bestuurders die op de eerste algemene vergadering door de aandeelhouders gekozen zouden worden. In 1896 werd het kapitaal van het bedrijf verlaagd na een besluit van 21 april en werd de naam veranderd in Swan and Edgar (Limited).
Het pand werd in 1910-1920 herbouwd en ingepast in een ontwerp van Sir Reginald Blomfield. Het interieur werd ontworpen door Murray Adams-Acton. Het werd generaties lang een populaire ontmoetingsplaats voor Londenaren: onder de klok buiten het warenhuis of in het restaurant op de eerste verdieping werd vaak afgesproken om elkaar te treffen.  De winkel verkocht goederen van zeer hoge kwaliteit,  waaronder de populaire Merrythought-teddybeer. Tijdens een aanval van de Suffragettes op 21 november 1911 was de winkelpui van het warenhuis een van de doelwitten. Bij de laatste Zeppelin-aanval op Londen op 19 oktober 1917 werd het warenhuis zwaar getroffen en in 1919 werd de winkel opgetrokken naar een ontwerp van Louis David Blanc en John James Joass.
In 1920, in een slechte economische tijd, werd Swan en Edgar overgenomen door Harrods' Stores Limited voor een  bedrag van £ 600.000. In 1927 werd het bedrijf voor £ 1 miljoen verkocht aan Charterhouse Trust, dat het twee weken later verkocht aan Drapery Trust voor £ 1,25 miljoen. Drapery Trust werd later dat jaar onderdeel van Debenhams.
In 1982 sloot Debenhams het warenhuis vanwege de hoge moderniseringskosten. Daarna stond het gebouw een aantal jaren leeg totdat de vlaggenschipwinkel van Tower Records zijn intrek nam. 